# Paweł Birula
Paweł Birula (ur. 24 września 1951 w Warszawie) – polski wokalista i gitarzysta, m.in. polskiej grupy rockowej Exodus.

## Życiorys
W pierwszych latach swojej kariery był wokalistą i gitarzystą tarnowskich zespołów Bałtowie" (1967–1972) i Vabanque (laureat II nagrody na X Ogólnopolskiego Festiwalu Piosenki i Piosenkarzy Studenckich w Krakowie w 1972 i III nagrody (33 pkt.) na XI KFPP w Opolu w 1973 za piosenkę Święto błaznów) – których perkusistą był Tomasz Zeliszewski. W latach 70. wchodził w skład grupy Fang, którą wraz z nim współtworzyli: Marek Jamrozy (gitara, instrumenty klawiszowe, Andrzej Lechowski (skrzypce; później Old Metropolitan Band), Marek Patrzałek (gitara basowa; później m.in. Wały Jagiellońskie) i Andrzej Popiel (perkusja; później Anawa), którego miejsce po pewnym czasie zajął Zbigniew Fyk (później Exodus). Współpracował także z Teatrem STU (m.in. Sennik polski – premiera: 11 listopada 1974; pozostali muzycy: Halina Jarczyk, Janusz Stokłosa, Marek Patrzałek, Eryk Kulm).
W latach 1976–1984 był filarem prog-rockowej formacji Exodus. 

Śpiewałem, lecz uważałem się za marnego wokalistę... Dlatego poszukiwaliśmy frontmana... Birula wpasował się w zespół idealnie. Był już znany, miał na koncie kilka nagród. Spodobał mi się... Nie podejrzewałem jednak, że tak świetnie śpiewa rockowe kawałki... Do dziś uważam go za wzorzec śpiewania... Śpiewał wszystko i świetnie. Taki polski Freddie Mercury.

W 1979 zagrał wraz z Władysławem Komendarkiem (również z Exodusu) na płycie Rezerwat miłości Skaldów.  W 1984 roku wyemigrował do Stanów Zjednoczonych, gdzie obecnie mieszka. 